# Синьяль-де-Сен-Пьер
Синьяль-де-Сен-Пьер (Вершина святого Петра; фр. Signal de Saint-Pierre) — гора в Провансе на юге Франции, самая высокая точка Регионального природного парка Люберон, расположена к юго-востоку от коммуны Лагард-д'Апт.

## Топонимика
Термин signal произошёл от французской адаптации провансальского слова signau, которое означает заметную вершину или ориентир в горах.

## География

### Расположение и топография

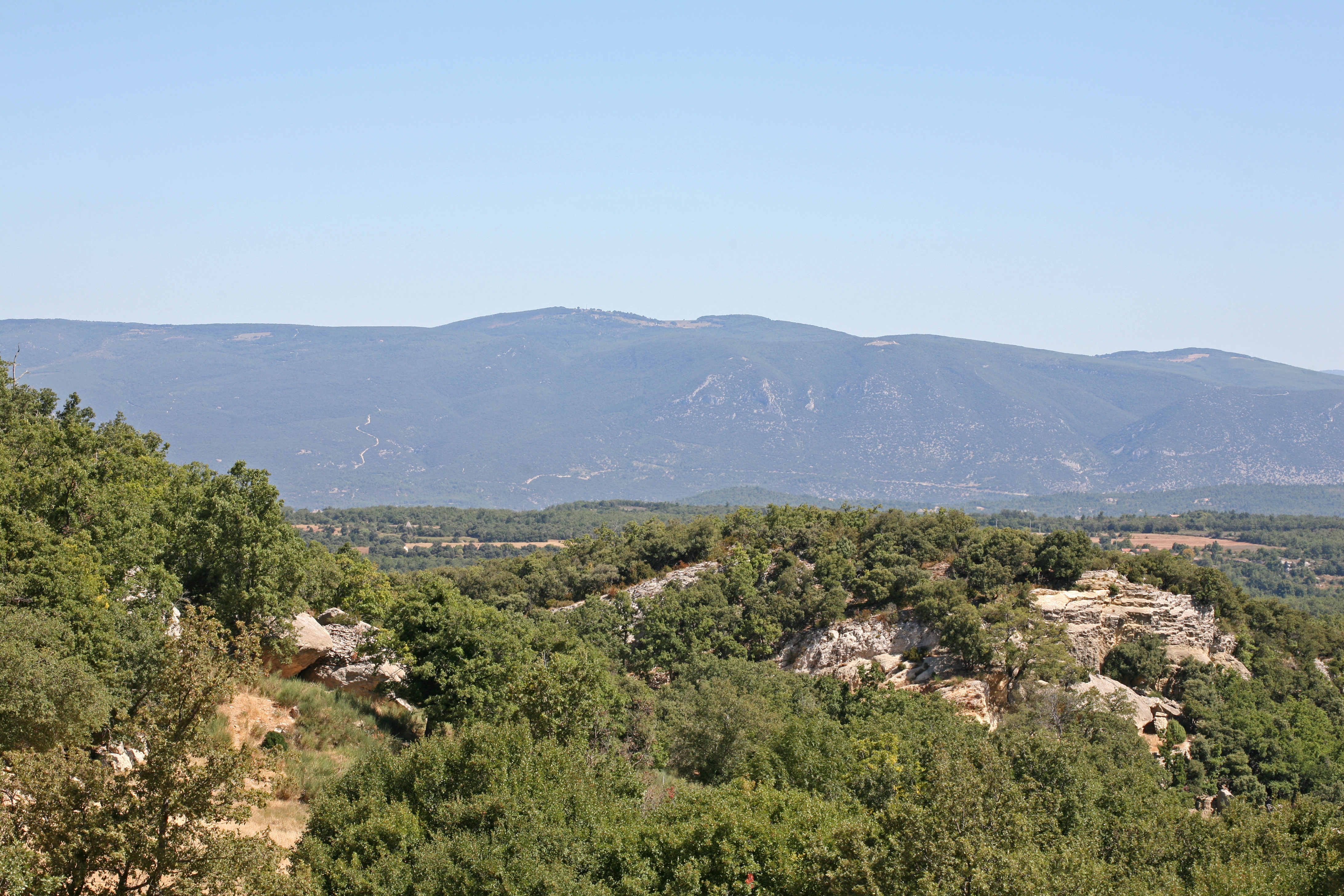
Вид на гору Сен-Пьер.

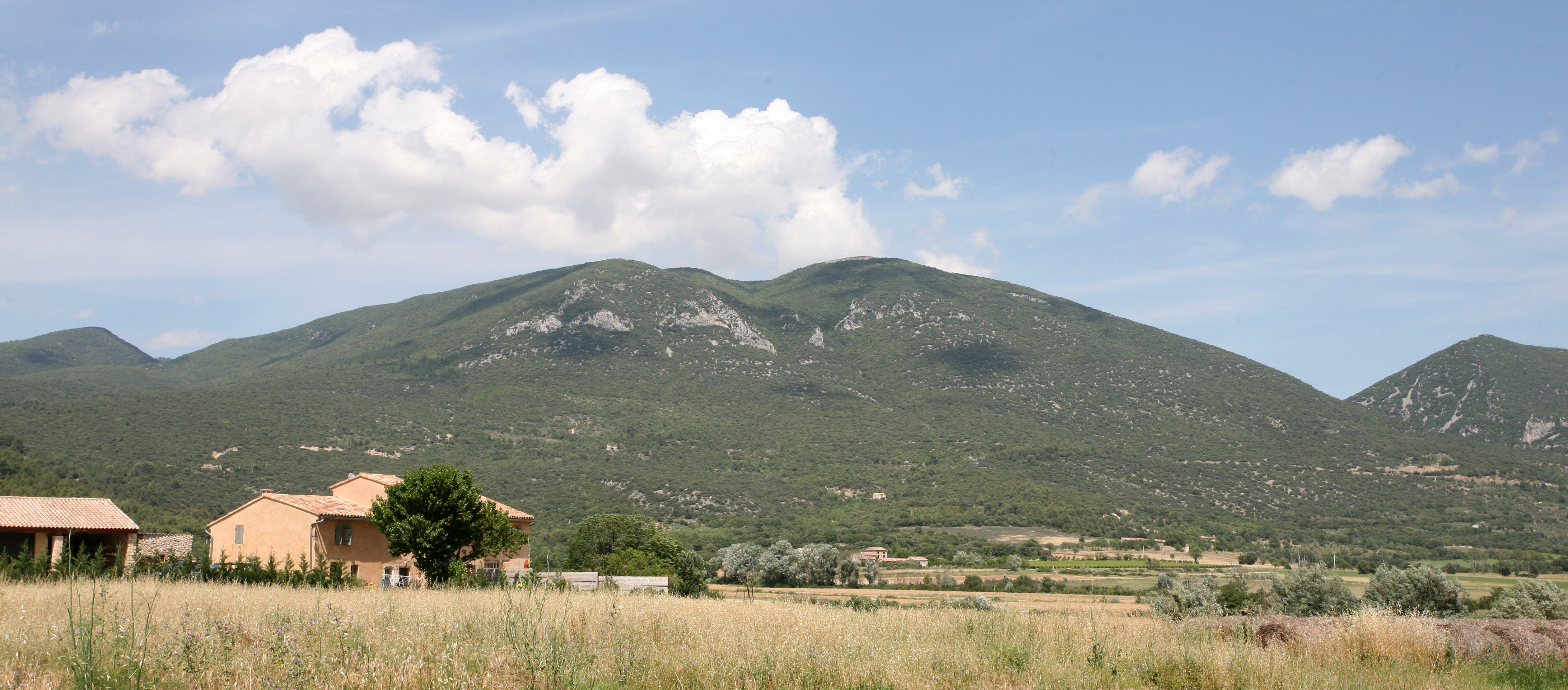
Южные склоны Воклюзских гор близ горы Сен-Пьер.

Ближайший город Апт, находится в 15 км к югу. У подножия горы на западе, за лесом Сен-Пьер, находится деревня Лагард-д'Апт. Дорога, ведущая на юг проходит мимо Рюстреля и спускается в долину к развалинам замка Блез. На севере лежит холмистая местность, перемежающаяся долинами, здесь расположены часовня Нотр-Дам-де-Ламарон (построена в романском стиле, начало строительства — XI век, завершена в 1667 году), астрономическая обсерватория Сирен и плато Сен-Кристоль.
Гора Сен-Пьер находится в пешей досягаемости от равнины Люберон от региональной дороги 40 в сторону Сен-Кристоль. Кроме этого, существует путь от Рюстреля. Непосредственно к вершине горы ведут три пути: с юга от фермы Баннетон, с востока от Годен и с севера вблизи местечка Ферр, лежащей между лесом Сен-Пьер и лесом Вержер.
На юго-востоке от горы Сен-Пьер возвышается соседняя вершина Вержер (высота 1235 м).
С вершины Сен-Пьер открывается вид на юг на долину реки Калавон и горный массив Люберон. На севере виден горный массив Воклюз с горами Де-Люр и Мон-Ванту.

### Геология
Как и остальные горы Воклюз, вершина Сен-Пьер состоит из пористых мезозойских известняков. Вода, проникая в почву, формирует сеть подземных лабиринтов (т. н. карстовые системы).

## Флора

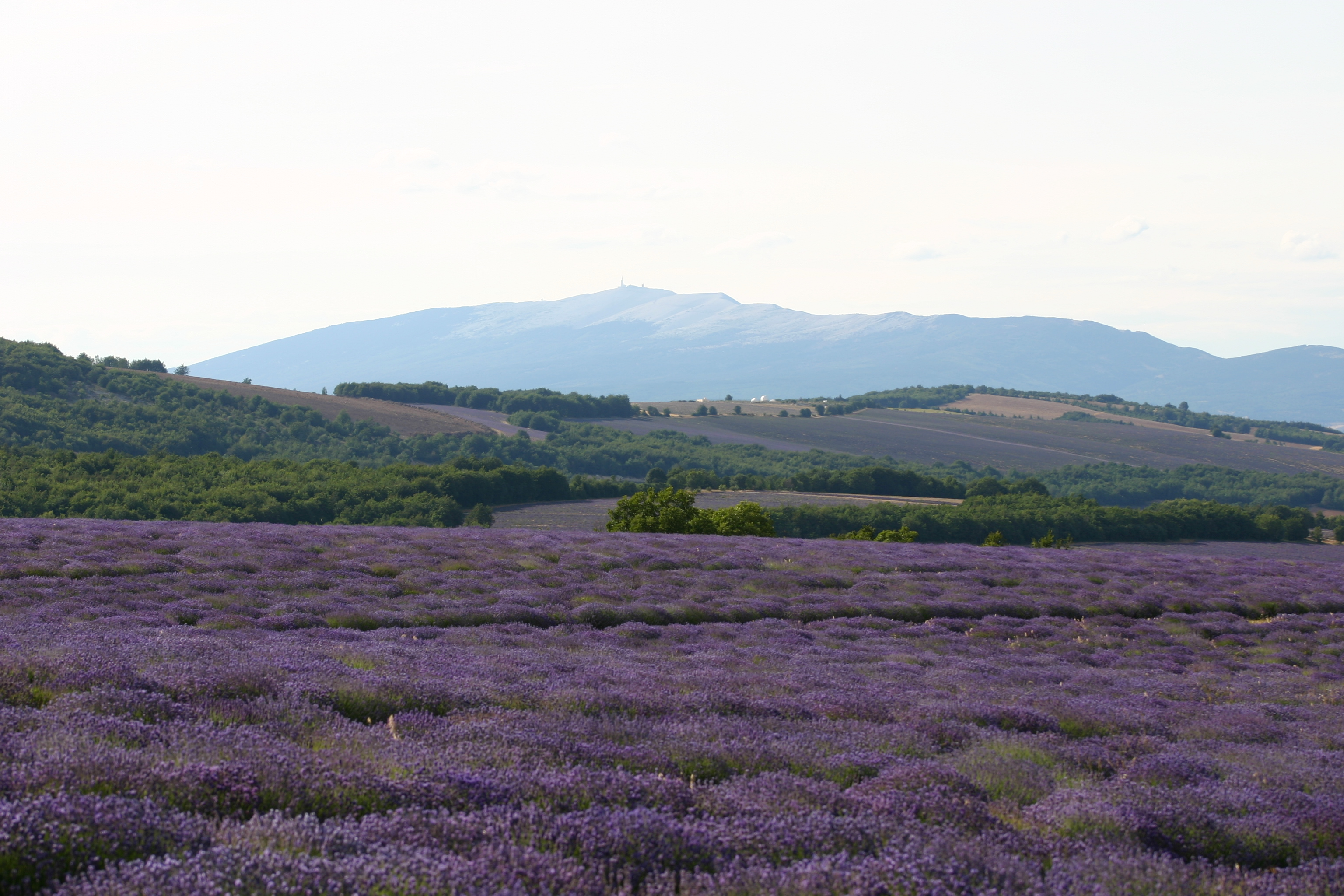
Плантации лаванды в окрестностях Лагард-д'Апт на склоне Сен-Пьера. Вдали виден Мон-Ванту.

Западный склон Сен-Пьер покрыт одноимённым лесом. Восточный склон вместе с соседним склоном горы Вержер формирует другой лесной массив. На юго-востоке преобладают буковые леса, на северо-востоке — дубравы из дуба пушистого. Между Синьяль-де-Сен-Пьер и Вержер на высоте 1190-1200 метров, находится небольшая долина с плантациями лаванды и гаригой, относящаяся к горному лесному району. 